# Goldberg (Familie)

Wappen des Warnsdorfer Zweigs

Die Familie Goldberg (andere Schreibweisen sind Goldbricht oder Goldbrich) ist eine Familie mit Ursprung in der südlichen Oberlausitz bzw. im angrenzenden Böhmischen Niederland. Nachfahren der Familien waren insbesondere in der Textilherstellung tätig, welche für Jahrhunderte die wirtschaftliche Grundlage im nordböhmischen Niederland wie in der südlichen Oberlausitz darstellte. Weitere Namensträger prägten als Richter oder Lehrer das kommunale Leben in den Dörfern um Zittau und Rumburg über Jahrhunderte mit. So stellte die Familie beispielsweise über 250 Jahre lang den Ortsvorsteher im böhmischen Warnsdorf (Erbrichter, Bürgermeister). Über 10.000 Mitglieder der Familie sind bekannt und genealogisch kartiert. Die Namensträger werden je nach Herkunftsorte in verschiedene Zweige aufgeteilt.

## Ursprung
Eine Untersuchung des Y-Chromosoms (DNA) lebender Nachkommen lässt darauf schließen, dass die Familie schon um 1300 in der Region vorzufinden war. Infolge der Reformation im 16. Jahrhundert konvertierten sämtliche Familienzweige vom römisch-katholischen zum lutherischen Glauben. Mit dem Traditionsrezess von 1635 im Dreißigjährigen Krieg kam die Lausitz an das Kurfürstentum Sachsen. Damit entgingen die in der Oberlausitz lebenden Familien der Rekatholisierung in den habsburgischen Erblanden. Hierdurch wurde eine konfessionelle Trennung der Familienzweige vollzogen. In den 1870er Jahren wandte sich ein erheblicher Teil der auf der böhmischen Seite an die römisch-katholischen Kirche gebundenen Personen der aufstrebenden altkatholischen Kirche zu.
Verwandtschaftliche Beziehungen ins nahe gelegene Reichstadt, wo 1590 Veit Goldberg und 1621 Andreas Goldberg Bürgermeister waren, sind nicht nachgewiesen. Im 17. Jahrhundert war in Böhmisch Leipa Heinrich Hieronymus Goldberg Bürgermeister. 15 Kilometer südwestlich von Varnsdorf liegt der Goldberg.

## Namensschreibweisen
Die heute gewohnte Schreibweise „Goldberg“ festigte sich erst in der Mitte des 18. Jahrhunderts. Zuvor bestanden vielerorts Schreibweisen, die statt auf -berg auf -brich oder -bricht endeten. Im Jahre 1707 heiratete der Warnsdorfer Zacharias Goldberg in Großmergthal, wo sein Name „Gulprich“ geschrieben wurde, welches einen Hinweis auf die Aussprache des Namens zu dieser Zeit darstellt. In Familienzweigen, die vor der schriftsprachlichen Normierung emigrierten, sind bis heute die Schreibweisen „Goldbrich“ oder „Goldbricht“ geläufig.

## Richter und Bürgermeister in Warnsdorf
Im Jahre 1634 wird Michael Goldberg/Goldbrich mit dem Wiedereinsetzen des Warnsdorfer Kirchenbuchs erstmals als Richter zu Warnsdorf genannt. Er ist also Inhaber der Patrimonialgerichtsbarkeit. Nach Michaels Tod im Jahre 1641 geht das Amt an seinen Sohn Christoph über, der es, mit Ausnahme zu Zeiten der Emigration als Exulant nach Sachsen, ebenfalls bis zu seinem Tod führte. Er wird als Erbrichter bezeichnet. Nach ihm übernahm sein Sohn Christoph das Amt. Andreas Goldberg, ein Sohn von Christoph Goldberg war dann Richter in Altwarnsdorf. Am 31. Januar 1742 ging das Amt an seinen Bruder Michael, der es mit seinem Tod im Jahre 1762 an seinen Sohn Johann Michael weitergibt. Dieser wiederum vererbte es an seinen Sohn namens Johann Michael Nicolaus, dieser wiederum an seinen Sohn Johann Michael, der im Jahr 1849 stirbt. Mit seinem Tod lief auch das Amt aus; über sieben Generation wurde es von einem Mitglied dieser Familie bekleidet. Durch das Grundentlastungspatent wurde das Amt des Erbrichters aufgehoben und das des Bürgermeisters entstand.
In den umliegenden Orten stellte die Familie teilweise auch Richter, in Floriansdorf sogar über mehrere Generationen. Karl Raimund Goldberg, ein Sohn des letzten Erbrichters, wurde 1872 Bürgermeister in Warnsdorf. Seit dem Jahr 1874 bis zu seinem Tode gehörte er dem böhmischen Landtag ununterbrochen an. Ab dem Jahr 1904 war Josef Joachim Goldberg Bürgermeister in Warnsdorf. Er war ein Neffe 5. Grades von Karl Raimund Goldberg, kam also nicht aus der unmittelbaren Verwandtschaft.

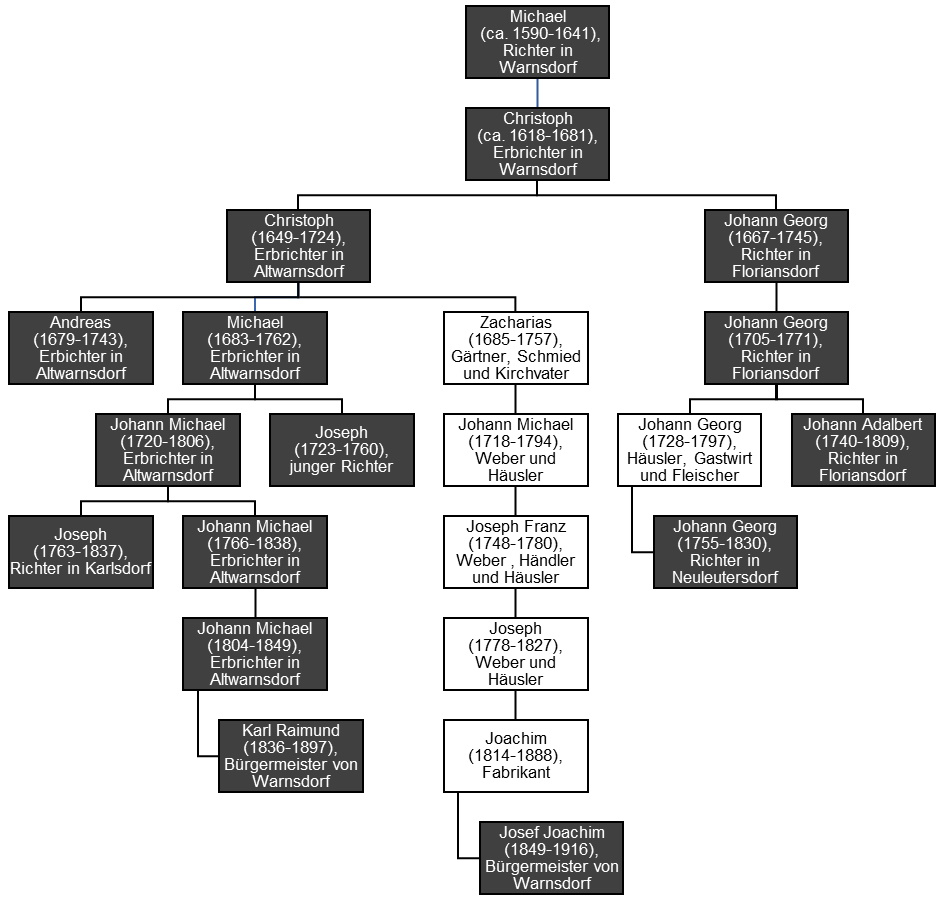
Verwandtschaftliche Beziehungen der Richter und Bürgermeister in Warnsdorf aus der Familie Goldberg

## Bedeutende Mitglieder der Familie
- Johann Goldberg (1683–1771), Gründer des Orts Neuschönau[12]
- Karl Raimund Goldberg (1836–1897), böhmischer Webfabrikant und Politiker (Bürgermeister von Warnsdorf, Mitglied des böhmischen Landtags)
- Josef Joachim Goldberg (1849–1916), böhmischer Webfabrikant und Politiker (Bürgermeister von Warnsdorf, Obmann des Bezirks Warnsdorf)
- Alwin Heinrich Goldberg (1855–1921), deutscher Universitätsprofessor (Chemie)[13]
- Paul Richard Goldberg (1858–1936), sächsischer Unternehmer, Inhaber der Textilfabrik Richter & Goldberg in Großschönau
- Karl Goldberg (1858–1945), böhmischer Kunstglasfabrikant
- Karl Goldbrich, Gastwirt und Politiker (Bürgermeister von Rottenmann)[14]
- Walter Goldberg (1924–2005), schwedischer Universitätsprofessor (Wirtschaftswissenschaften)
- Ernst Goldberg (* 1935), deutscher Fotograf
- Reiner Goldberg (1939–2023), deutscher Opernsänger
- Kaarina Goldberg (* 1956), finnische Schriftstellerin und Journalistin

## Familienverband
Mitglieder der Familie gründeten am 9. November 2014 in Rheine den Goldberg'scher Familienverband e.V.